# 野間文芸賞
野間文芸賞（のまぶんげいしょう）は講談社初代社長、野間清治の遺志により設立された財団法人野間文化財団が主催する文学賞。純文学の小説家・評論家に授与される。野間三賞のうちの一つ。

## 賞の概要
- 1941年、財団法人野間奉公会が野間文芸賞と野間文芸奨励賞の野間賞を創設。戦後両賞とも一時中断。
- 1953年、野間文芸賞再開。
- 当初はその業績に応じて作家個人に贈られていたが、現在では基本的に中堅以上の作家の小説・評論作品に対して贈呈されている。
- 受賞は選考委員の合議によって決定される。
- 受賞者には正賞として賞牌、副賞として300万円（第42回から、それ以前は200万円）が授与される。

## 受賞作一覧
以下は授賞者による。

### 第1回から第10回
- 第01回（1941年）文芸賞 真山青果、業績に対して。湯川秀樹（学術賞）、安田靫彦（美術賞）
- 第02回（1942年） 受賞者なし（島崎藤村と徳田秋声に賞金を折半）
- 第03回（1943年） 幸田露伴、業績に対して
- 第04回（1944年） 受賞者なし
- 第05回（1945年） 小川未明 業績に対して
- 第06回（1953年） 丹羽文雄 『蛇と鳩』
  - 候補作
    - 宇野浩二『芥川龍之介』
- 第07回（1954年） 川端康成 『山の音』
  - 候補作
    - 舟橋聖一『花の生涯』
    - 佐藤春夫『晶子曼陀羅』
- 第08回（1955年） 受賞作なし
- 第09回（1956年） 外村繁 『筏』
  - 候補作
    - 幸田文『流れる』
- 第10回（1957年） 円地文子 『女坂』、宇野千代 『おはん』
  - 候補作
    - 石川淳『紫苑物語』
    - 三島由紀夫『金閣寺』
    - 野上弥生子『迷路』
    - 谷崎潤一郎『鍵』
    - 井上靖『射程』
    - 吉川英治『新・平家物語』
    - きだみのる『精神の玩具』『日本文化の根底に潜むもの』
    - 平林たい子『沙漠の花』
    - 霜多正次『沖縄島』

### 第11回から第20回
- 第11回（1958年） 小林秀雄 『近代絵画』
- 第12回（1959年） 室生犀星 『かげろふの日記遺文』
- 第13回（1960年） 安岡章太郎 『海辺の光景』、大原富枝 『婉という女』
- 第14回（1961年） 井上靖 『淀どの日記』
  - 候補作
    - 藤枝静男『凶徒津田三蔵』
    - 吉行淳之介『闇のなかの祝祭』
    - 大岡昇平『花影』
    - 山本周五郎『青べか物語』
    - 尾崎一雄『まぼろしの記』
    - 中谷孝雄『梶井基次郎』
- 第15回（1962年） 尾崎一雄 『まぼろしの記』
- 第16回（1963年） 広津和郎 『年月のあしおと』
- 第17回（1964年） 中山義秀 『咲庵』、高見順 『死の淵より』
- 第18回（1965年） 永井龍男 『一個その他』
- 第19回（1966年） 井伏鱒二 『黒い雨』
- 第20回（1967年） 中村光夫 『贋の偶像』、舟橋聖一 『好きな女の胸飾り』

### 第21回から第30回
- 第21回（1968年） 河上徹太郎 『吉田松陰』
  - 候補作
    - 伊藤整『変容』
    - 庄野潤三『前途』
    - 獅子文六『父の乳』
    - 開高健『輝ける闇』
    - 滝井孝作『野趣』
    - 有吉佐和子『海暗』
    - 川口松太郎『窯ぐれ女』
- 第22回（1969年） 中野重治 『甲乙丙丁』
- 第23回（1970年） 吉田健一 『ヨオロッパの世紀末』[2]、江藤淳 『漱石とその時代』[2]（最年少受賞）
- 第24回（1971年） 庄野潤三 『絵合せ』 
  - 候補作
    - 福永武彦『死の島』
    - 倉橋由美子『夢の浮橋』
    - 藤枝静男『或る年の冬　或る年の夏』
    - 大岡昇平『レイテ戦記』（忌避する委員があり怒った大岡が辞退）
- 第25回（1972年） 佐多稲子 『樹影』
- 第26回（1973年） 大江健三郎 『洪水はわが魂に及び』
- 第27回（1974年） 大岡昇平 『中原中也』
  - 候補作
    - 阿川弘之『暗い波濤』
    - 渋川驍『宇野浩二論』
    - 中野好夫『蘆花徳冨健次郎』
    - 和田芳恵『接木の台』
- 第28回（1975年） 平野謙 『さまざまな青春』、尾崎一雄 『あの日この日』
- 第29回（1976年） 武田泰淳 『目まいのする散歩』、三浦哲郎 『拳銃と十五の短篇』
- 第30回（1977年） 中島健蔵 『回想の文学』
  - 候補作
    - 黒井千次『五月巡歴』
    - 大庭みな子『浦島草』
    - 中上健次『枯木灘』

### 第31回から第40回
- 第31回（1978年） 吉行淳之介 『夕暮まで』
- 第32回（1979年） 藤枝静男 『悲しいだけ』
  - 候補作
    - 水上勉 『金閣炎上』
    - 瀬戸内晴美 『比叡』
    - 上田三四二 『うつしみ』
    - 野口冨士男 『徳田秋聲の文學』
    - 李恢成 『見果てぬ夢』
- 第33回（1980年） 遠藤周作 『侍』
  - 候補作
    - 4作（作者、題名不明）
- 第34回（1981年） 山本健吉 『いのちとかたち』
  - 候補作
    - 野口冨士男 『風のない日々』
    - 大庭みな子 『霧の旅』
    - 結城信一 『石榴抄』
- 第35回（1982年） 小島信夫 『別れる理由』
  - 候補作
    - 中里恒子 『家の中』
    - 他2作
- 第36回（1983年） 丹羽文雄 『蓮如』
  - 候補作
    - 木下順二 『本郷』
    - 井伏鱒二 『荻窪風土記』
- 第37回（1984年） 受賞作なし
  - 候補作
    - 水上勉 『良寛』
    - 上田三四二 『夏行冬暦』
    - 吉村昭 『冷い夏、熱い夏』
    - 瀬戸内晴美 『ここ過ぎて』
    - 黒井千次 『群棲』
- 第38回（1985年） 島尾敏雄 『魚雷艇学生』、丸谷才一 『忠臣蔵とは何か』
  - 候補作
    - 田久保英夫 『海図』
    - 堀田善衛 『路上の人』
- 第39回（1986年） 上田三四二 『島木赤彦』、大庭みな子 『啼く鳥の』
- 第40回（1987年） 森敦 『われ逝くもののごとく』
  - 候補作
    - 清岡卓行 『大連港にて』
    - 黒井千次
    - 芝木好子

### 第41回から第50回
- 第41回（1988年） 安岡章太郎 『僕の昭和史』
- 第42回（1989年） 井上靖 『孔子』
  - 候補作
    - 古井由吉 『仮往生伝試文』
    - 大岡信　『詩人・菅原道真  うつしの美学』
- 第43回（1990年） 佐々木基一 『私のチェーホフ』
- 第44回（1991年） 河野多恵子 『みいら採り猟奇譚』
- 第45回（1992年） 坂上弘 『田園風景』
- 第46回（1993年） 日野啓三 『台風の眼』
- 第47回（1994年） 阿川弘之 『志賀直哉』、李恢成 『百年の旅人たち』
- 第48回（1995年） 受賞作なし
- 第49回（1996年） 秋山駿 『信長』
- 第50回（1997年） 田久保英夫 『木霊集』、富岡多恵子 『ひべるにあ島紀行』

### 第51回から第60回
- 第51回（1998年） 津島佑子 『火の山―山猿記』
- 第52回（1999年） 清岡卓行 『マロニエの花が言った』
- 第53回（2000年） 林京子 『長い時間をかけた人間の経験』
- 第54回（2001年） 瀬戸内寂聴 『場所』
- 第55回（2002年） 高井有一 『時の潮』
- 第56回（2003年） 竹西寛子 『贈答のうた』
- 第57回（2004年） 辻井喬 『父の肖像』
- 第58回（2005年） 村上龍 『半島を出よ』
- 第59回（2006年） 黒井千次 『一日　夢の柵』
- 第60回（2007年） 佐伯一麦 『ノルゲ　Norge』

### 第61回から第70回
- 第61回（2008年） 町田康 『宿屋めぐり』
- 第62回（2009年） 奥泉光 『神器　軍艦『橿原』殺人事件』
- 第63回（2010年） 村田喜代子 『故郷のわが家』
- 第64回（2011年） 多和田葉子 『雪の練習生』
- 第65回（2012年） 山田詠美 『ジェントルマン』
- 第66回（2013年） 保坂和志 『未明の闘争』
- 第67回（2014年） 笙野頼子 『未闘病記――膠原病、『混合性結合組織病』の』
- 第68回（2015年） 長野まゆみ 『冥途あり』
- 第69回（2016年） 堀江敏幸 『その姿の消し方』[3]
- 第70回（2017年） 高村薫 『土の記』[4][5]

### 第71回から[5]
- 第71回（2018年） 橋本治 『草薙の剣』[6]
- 第72回（2019年） 松浦寿輝 『人外』[7]
- 第73回（2020年） 小川洋子 『小箱』[8]
- 第74回（2021年） リービ英雄 『天路』
- 第75回（2022年） 松浦理英子 『ヒカリ文集』
- 第76回（2023年） 川上弘美『恋ははかない、あるいは、プールの底のステーキ』[9]
- 第77回（2024年） 中村文則『列』

## 選考委員
- 第10-14回 - 石坂洋次郎、伊藤整、亀井勝一郎、川口松太郎、川端康成、中島健蔵、丹羽文雄、舟橋聖一、吉川英治
- 第21回 - 石坂、伊藤、井上靖、大岡昇平、河上徹太郎、川口、中島、中村光夫、丹羽、平野謙、舟橋
- 第24-29回 - 石坂、井上、大岡、河上、川口、中島、中村、丹羽、平野、舟橋、安岡章太郎
- 第30回 - 石坂、井上、大岡、川口、中島、中村、丹羽、平野、安岡
- 第32回 - 石坂、井上、川口（書面解答）、佐多稲子、中村、丹羽、安岡
- 第33回から第35回 - 井上、川口、佐多、中村、丹羽、安岡、吉行淳之介
- 第36回から第37回 - 井上、大江健三郎（第36回欠席）、川口、佐多、中村、丹羽、安岡、吉行
- 第38回から第39回 - 井上（第39回欠席）、遠藤周作、大江、佐多、中村（第39回欠席）、丹羽、安岡、吉行
- 第40回 - 井上、遠藤、大江、佐多、三浦哲郎、丹羽（欠席）、安岡、吉行
- 第41回から第43回 - 井上（第42回以降欠席）、遠藤、大江、佐多（第41回不参加、第43回欠席）、丸谷才一、三浦（第41回不参加）、安岡（第41回不参加）、吉行
- 第44回から第46回 - 遠藤（第45回以降欠席）、大江、大庭みな子、川村二郎、丸谷、三浦、安岡、吉行
- 第47回から第48回 - 江藤淳、大江（第48回欠席・書面回答）、大庭、川村、三浦、安岡
- 第49回 - 江藤、大江、大庭（欠席）、川村、河野多恵子、三浦、安岡
- 第50回から第51回 - 江藤（第51回欠席）、大江、大庭（第50回以降欠席）、川村、河野、坂上弘、日野啓三、三浦、安岡
- 第52回 - 大江、川村、河野、坂上、日野、三浦、安岡
- 第53回 - 秋山駿、大江、川村、河野、坂上、津島佑子、日野、三浦（欠席）、安岡
- 第54回から第55回 - 秋山、川村、河野、坂上、津島、日野（欠席、書面回答）、三浦（第54回欠席、第55回欠席・書面回答）、安岡
- 第56回から第58回 - 秋山、川村、河野（第58回欠席）、坂上、津島（第58回欠席）、三浦（第57回欠席）
- 第59回から第60回 - 秋山、川村、坂上、髙樹のぶ子（第59回欠席）、高橋源一郎、津島、三浦（第59回欠席）
- 第61回 - 秋山駿、坂上弘、高樹のぶ子、高橋源一郎、津島佑子、三浦哲郎
- 第62回 - 秋山駿、坂上弘、高樹のぶ子、高橋源一郎、津島佑子
- 第63回 - 秋山駿、佐伯一麦、坂上弘、高橋源一郎、津島佑子
- 第64回から第65回 - 秋山駿、奥泉光、佐伯一麦、坂上弘、高橋源一郎、津島佑子、町田康
- 第66回 - 奥泉光、佐伯一麦、坂上弘、高橋源一郎、津島佑子、町田康
- 第67回 - 奥泉光、佐伯一麦、坂上弘、高橋源一郎、多和田葉子、津島佑子、町田康
- 第68回から第69回 - 奥泉光、佐伯一麦、高橋源一郎、多和田葉子、町田康
- 第70回から - 奥泉光、佐伯一麦、多和田葉子、町田康、三浦雅士